# Маріон (Вісконсин)
Маріон (англ. Marion) — місто (англ. city) в США, в округах Вопака і Шавано штату Вісконсин. Населення — 1324 особи (2020).

## Географія
Маріон розташований за координатами 44°40′29″ пн. ш. 88°53′34″ зх. д. / 44.67472° пн. ш. 88.89278° зх. д. (44.674737, -88.892887).  За даними Бюро перепису населення США в 2010 році місто мало площу 6,67 км², з яких 6,35 км² — суходіл та 0,32 км² — водойми.

## Демографія
Згідно з переписом 2010 року, у місті мешкало 1260 осіб у 538 домогосподарствах у складі 351 родини. Густота населення становила 189 осіб/км².  Було 617 помешкань (92/км²).
Расовий склад населення:
| - 97,4 % — білих - 1,5 % — корінних американців - 0,1 % — чорних або афроамериканців - 0,1 % — азіатів |

До двох чи більше рас належало 0,6 %. Частка іспаномовних становила 1,7 % від усіх жителів.
За віковим діапазоном населення розподілялося таким чином: 23,3 % — особи молодші 18 років, 56,2 % — особи у віці 18—64 років, 20,5 % — особи у віці 65 років та старші. Медіана віку мешканця становила 40,5 року. На 100 осіб жіночої статі у місті припадало 83,7 чоловіків;  на 100 жінок у віці від 18 років та старших — 83,1 чоловіків також старших 18 років.
Середній дохід на одне домашнє господарство  становив 52 018 доларів США (медіана — 36 786), а середній дохід на одну сім'ю — 57 175 доларів (медіана — 45 893). Медіана доходів становила 46 250 доларів для чоловіків та 32 083 долари для жінок. За межею бідності перебувало 22,4 % осіб, у тому числі 32,4 % дітей у віці до 18 років та 17,7 % осіб у віці 65 років та старших.
Цивільне працевлаштоване населення становило 542 особи. Основні галузі зайнятості: виробництво — 35,1 %, освіта, охорона здоров'я та соціальна допомога — 17,5 %, роздрібна торгівля — 13,7 %.